# Porsche Tennis Grand Prix 2018
Porsche Tennis Grand Prix 2018 byl tenisový turnaj ženského profesionálního okruhu WTA Tour, hraný v hale Porsche-Arena na krytých antukových dvorcích. Konal se mezi 23. a 29. dubnem 2018 v německém Stuttgartu jako čtyřicátý první ročník turnaje.
Rozpočet turnaje činil 816 000 dolarů. V rámci WTA Tour se řadil do kategorie WTA Premier Tournaments. Představoval jediný ženský turnaj v sezóně 2018 probíhající na krytých antukových dvorcích.
Nejvýše nasazenou hráčkou ve dvouhře se stala světová jednička Simona Halepová z Rumunska. Jako poslední přímá účastnice do dvouhry nastoupila nizozemská 29. hráčka žebříčku Kiki Bertensová, kterou v úvodním kole vyřadila turnajová pětka Karolína Plíšková.
Jubilejní desátý singlový titul na okruhu WTA Tour vybojovala česká světová šestka Karolína Plíšková, která si vyjma finanční prémie odvezla hlavní cenu generálního partnera, sportovní vůz Porsche 718 Boxster GTS. Deblovou soutěž ovládla německo-americká dvojice Anna-Lena Grönefeldová a Raquel Atawová, která tak trofej obhájila. Obě šampionky získaly jako bonus horské kolo Porsche Bike RX.

## Distribuce bodů a finančních odměn

### Distribuce bodů
| Soutěž  | vítězky | finalistky | semifinalistky | čtvrtfinalistky | 16 v kole | 32 v kole | Q  | Q3 | Q2 | Q1 |
| ------- | ------- | ---------- | -------------- | --------------- | --------- | --------- | -- | -- | -- | -- |
| dvouhra | 470     | 305        | 185            | 100             | 55        | 1         | 25 | 18 | 13 | 1  |
| čtyřhra | 470     | 305        | 185            | 100             | 1         | —         | —  | —  | —  | —  |

### Finanční odměny
| Soutěž                                | vítězky  | finalistky | semifinalistky | čtvrtfinalistky | 16 v kole | 32 v kole | Q3     | Q2     | Q1   |
| ------------------------------------- | -------- | ---------- | -------------- | --------------- | --------- | --------- | ------ | ------ | ---- |
| dvouhra                               | €113 060 | €60 375    | €32 246        | €17 334         | €9 295    | €5 899    | €2 650 | €1 408 | €783 |
| čtyřhra                               | €35 368  | €18 895    | €10 325        | €5 253          | €2 854    | —         | —      | —      | —    |
| částky ve čtyřhře jsou uváděny na pár |          |            |                |                 |           |           |        |        |      |

## Ženská dvouhra

### Nasazení
| Stát                          | Hráčka              | WTA | Nasazení |
| ----------------------------- | ------------------- | --- | -------- |
| Rumunsko                      | Simona Halepová     | 1.  | 1.       |
| Španělsko                     | Garbiñe Muguruzaová | 3.  | 2.       |
| Ukrajina                      | Elina Svitolinová   | 4.  | 3.       |
| Lotyšsko                      | Jeļena Ostapenková  | 5.  | 4.       |
| Česko                         | Karolína Plíšková   | 6.  | 5.       |
| Francie                       | Caroline Garciaová  | 7.  | 6.       |
| USA                           | Sloane Stephensová  | 9.  | 7.       |
| Česko                         | Petra Kvitová       | 10. | 8.       |
| Žebříček WTA k 16. dubnu 2018 |                     |     |          |

### Jiné formy účasti
Následující hráčky obdržely divokou kartu do hlavní soutěže:
- Antonia Lottnerová
- Maria Šarapovová
- Laura Siegemundová
- Coco Vandewegheová

Následující hráčky postoupily z kvalifikace:
- Zarina Dijasová
- Marta Kosťuková
- Veronika Kuděrmetovová
- Markéta Vondroušová

Následující hráčka postoupila z kvalifikace jako tzv. šťastná poražená:
- Carina Witthöftová

### Odhlášení
před zahájením turnaje
- Anastasija Sevastovová (gastroenteritida)[2] → nahradila ji  Carina Witthöftová

### Skrečování
- Angelique Kerberová
- Garbiñe Muguruzaová
- Markéta Vondroušová

## Ženská čtyřhra

### Nasazení
| Stát                                                                      | Hráčka             | Stát       | Hráčka                         | WTA | Nasazení |
| ------------------------------------------------------------------------- | ------------------ | ---------- | ------------------------------ | --- | -------- |
| Slovinsko                                                                 | Andreja Klepačová  | Španělsko  | María José Martínez Sánchezová | 34. | 1.       |
| Rusko                                                                     | Alla Kudrjavcevová | Česko      | Andrea Sestini Hlaváčková      | 42. | 2.       |
| Nizozemsko                                                                | Kiki Bertensová    | Nizozemsko | Demi Schuursová                | 45. | 3.       |
| USA                                                                       | Raquel Atawová     | Německo    | Anna-Lena Grönefeldová         | 59. | 4.       |
| Žebříček WTA k 16. dubnu 2018; číslo je součtem umístění obou členek páru |                    |            |                                |     |          |

### Jiné formy účasti
Následující páry obdržely divokou kartu do hlavní soutěže:
- Antonia Lottnerová /  Lena Rüfferová

## Přehled finále

### Ženská dvouhra
- Karolína Plíšková vs.  Coco Vandewegheová, 7–6(7–2), 6–4

### Ženská čtyřhra
- Raquel Atawová /  Anna-Lena Grönefeldová vs.  Nicole Melicharová /  Květa Peschkeová, 6–4, 6–7(5–7), [10–5]